# Гајранци
Гајранци (мкд. Гајранци) су насеље у Северној Македонији, у источном делу државе. Гајранци су у саставу општине Пробиштип.

## Географија
Гајранци су смештени у источном делу Северне Македоније. Од најближег града, Пробиштипа, насеље је удаљено 15 km јужно.
Насеље Гајранци се налази у историјској области Злетово, на јужном ободу Злетовске котлине. Западно од насеља издижу се прва брда планине Манговице. Надморска висина насеља је приближно 410 метара. Источно од насеља тече Злетовска река доњим делом свог тока.
Месна клима је умерено континентална.

## Становништво
Гајранци су према последњем попису из 2002. године имали 36 становника.
Претежно становништво у насељу су етнички Македонци (100%).
Већинска вероисповест месног становништва је православље.